# 후쿠시마 하루키
후쿠시마 하루키(일본어: 福島 春樹, 1993년 4월 8일 ~ )는 일본의 전 축구 선수이다.

## 구단 경력
그는 2016년부터 2021년까지 J리그의 우라와 레즈, 가이나레 돗토리, 교토 상가 FC에서 활동하였다.